# Gouvernement Raymond Poincaré (3)
Troisième République
Gouvernement Raymond Poincaré II Gouvernement Frédéric François-Marsal
Le troisième gouvernement Raymond Poincaré a été le gouvernement de la France du 29 mars 1924 au 1er juin 1924.

## Composition
| Portefeuille                                                                      | Titulaire | Titulaire                | Parti |
| --------------------------------------------------------------------------------- | --------- | ------------------------ | ----- |
| Président du Conseil                                                              |           | Raymond Poincaré         | PRDS  |
| Ministres                                                                         |           |                          |       |
| Ministre des Affaires étrangères                                                  |           | Raymond Poincaré         | PRDS  |
| Ministre de la Guerre et des Pensions                                             |           | André Maginot            | PRDS  |
| Ministre de la Justice                                                            |           | Edmond Lefebvre du Prey  | FR    |
| Ministre de l’Instruction publique, des Beaux-Arts et de l’Enseignement technique |           | Henry de Jouvenel        | SE    |
| Ministre de l’Intérieur                                                           |           | Justin de Selves         | PRDS  |
| Ministre de la Marine                                                             |           | Maurice Bokanowski       | PRDS  |
| Ministre du Commerce, de l’Industrie, des Postes et des Télégraphes               |           | Louis Loucheur           | PRDS  |
| Ministre des Finances                                                             |           | Frédéric François-Marsal | FR    |
| Ministre des Travaux publics, des Ports et de la Marine marchande                 |           | Yves Le Trocquer         | PRDS  |
| Ministre de l’Agriculture                                                         |           | Joseph Capus             | PRDS  |
| Ministre des Colonies                                                             |           | Jean Fabry               | PRDS  |
| Ministre du Travail et de l’Hygiène                                               |           | Daniel Vincent           | PRRRS |
| Ministre des Régions libérées                                                     |           | Louis Marin              | FR    |

## Fin du gouvernement et passation des pouvoirs
Raymond Poincaré démissionna après la victoire du Cartel des gauches. Millerand, qui allait présenter sa démission, appela en vain Édouard Herriot, qui refusa, puis Théodore Steeg et Raymond Poincaré. Mais c’est finalement Frédéric François-Marsal qui devient président du Conseil le 8 juin 1924.